# Грузьке (зупинний пункт)
Грузьке́ — пасажирський залізничний зупинний пункт Конотопської дирекції Південно-Західної залізниці.
Розташований в однойменному селі Грузьке Конотопського району
Сумської області на лінії Конотоп — Ворожба між станціями Дубов'язівка (11 км) та Путійська (4 км).
На зупинному пункті зупиняються усі поїзди місцевого сполучення.
Станцію Грузьке було відкрито 1868 року під час будівництва залізниці Курськ — Київ.
2006 року станцію переведено у зупинні пункти.